# Gubeša (Lastovski kanal)
Gubeša je majhen nenaseljen otoček v Jadranskem morju. Pripada Hrvaški. Nahaja se v Lastovskem kanalu, ob zahodnem delu južne obale otoka Korčula, približno 270 m od njegove obale. Najbližji sosednji otok je Zvirinovik približno 200 metrov zahodno. Je del občine Blato.
Njegova površina je 9595 m². Dolžina obale je 359 m, od morja pa se dviga do približno 8 m.